# Walenty Grabowski
Walenty Grabowski (ur. 10 lipca 1937 we wsi Gorodne rejonu krasnokutskiego na Charkowszczyźnie, zm. 24 grudnia 2004) – ukraiński dziennikarz, tłumacz literatury i pisarz polskiego pochodzenia. Od końca lat 80. aktywnie zaangażowany w działalność polskiej mniejszości narodowej na Żytomierszczyźnie. Współzałożyciel i pierwszy prezes Żytomierskiego Oddziału Związku Polaków na Ukrainie, inicjator Festiwalu Kultury Polskiej „Tęcza Polesia”, wprowadzenia nauki języka polskiego do szkół średnich nr 17 i nr 36 w Żytomierzu oraz działań na rzecz ochrony i restauracji Cmentarza Polskiego w Żytomierzu.